# Ченгето на мола
„Ченгето на мола“ (на английски: Paul Blart: Mall Cop) е американски комедиен филм от 2009 г. с участието на Кевин Джеймс в ролята на Пол Бларт. Филмът е режисиран от Стив Кар, по сценарий на Джеймс и Ник Бакей. Премиерата на филма е в Съединените щати на 16 януари 2009 г. от „Сони Пикчърс Релийзинг“. Продължението – „Ченгето на мола 2“, е пуснат през 2015 г.